# Крила јутра
Крила јутра (енгл. Wings of the Morning) јесте британска драма из 1937. године, коју је режирао Харолд Д. Шустер.
Глен Тајрон је био први режисер, али је отпуштен и замењен Шустером који је завршио филм. Џек Кардиф је био сниматељ.
Популарни ирски тенор гроф Џон Мекормак појавио се у филму певајући „Believe Me, if All Those Endearing Young Charms“ и „Killarney“. Wings of the Morning је био први филм француске глумице Анабеле на енглеском језику. Хенри Фонда је упознао своју другу супругу Френсис Форд Симор на снимању филма.

## Прича
Прича почиње 1889. бурном љубављу ирског племића према темпераментној ромској принцези Марији. Пар се венчао противно друштвеним конвенцијама обе заједнице, али племић недуго затим умире у несрећи током јахања.
Марија напушта имање и одлази у Шпанију са ромским караваном. Прича се наставља 50 година касније када се Марија и њена унука враћају у Ирску.

## Глумачка подела
| Глумац           | Улога                                      |
| ---------------- | ------------------------------------------ |
| Анабела          | Марија током младости, војвоткиња од Лејва |
| Хенри Фонда      | Кери Гилфолен                              |
| Лесли Банкс      | Лорд Клонтаф                               |
| Стјуарт Роум     | сер Валентајн                              |
| Ајрин Ванбро     | остарела Марија                            |
| Хери Тејт        | Педи                                       |
| Хелен Хеј        | тетка Јенефер                              |
| Едвард Андердоун | Дон Диего                                  |
| Марк Дејли       | Џејмс Патрик Алојзије                      |